# 中田春彌
中田 春彌（なかた はるひさ）は、日本の漫画家。

## 作品リスト

### 連載
- Levius -レビウス-（2013年2月号 - 2014年11月号、『月刊IKKI』、小学館、全3巻）
- Levius/est（2015年5月号 - 2021年7月号、『ウルトラジャンプ』、集英社、全10巻）
- ナイトライトハウンズ（2024.10.19 - 、『少年ジャンプ+』、集英社、既刊2巻）

### 読み切り
- Maurecaの樹（2010年11月号、『月刊IKKI』、小学館）
- DJ KRUSH : Building It（『Red Bull Music Academy Tokyo 2014』、2014年）
- 傀儡戦記「ゴーム」（2020年10月号・11月号、企画・原作/高殿円・蛇蔵、『モーニング２』、講談社）
- アウトオブドラゴン（2022年1月4日配信、『少年ジャンプ+』、集英社）

### キャラクターデザイン
- Fairy gone フェアリーゴーン（2019年、TVアニメ、キャラクター原案・妖精原案、TOHO animation）
- ANONYMOUS;CODE（ゲーム、キャラクターデザイン、MAGES.）[1]
- ルパン三世VSキャッツ・アイ（2023年、劇場用アニメ[注釈 1]）[2]

### イラスト
- 朝日新聞朝刊連載小説「春に散る」（2015年4月 - 2016年8月、著：沢木耕太郎、挿画）
- 春に散る（上・下）（2016年12月31日、朝日新聞出版、著：沢木耕太郎、装画）
- 血と霧（１・２）（2016年、早川書房、著：多崎礼、装画）
- キングキラー・クロニクル第1部「風の名前」（全5巻、2017年、早川書房、著：パトリック・ロスファス、装画）
  - キングキラー・クロニクル第2部「賢者の怖れ」（全7巻、2018年、同上）
- 月刊MdN 2017年9月号「特集：マンガ雑誌をMdNでつくってみた」（2017年、表紙、付録表紙、グラビアイラスト）

## メディアミックス

### TVアニメ
- Levius レビウス（2019年、NETFLIXオリジナルアニメシリーズ）
- Levius レビウス（2021年1月 - 3月、TOKYO MX、NETFLIX版のOP・ED変更）

## 展覧会
- 中田春彌「Levius」原画展開催（2019年11月2日 - 12月8日、青山Gofa）

## 受賞歴
2018年、「Levius/est」がパリ開催のJapan Expo Awards「漫画部門」Daruma イラストレーション賞受賞。